# Power of the Damager
Power of the Damager ist das siebte Studioalbum der US-amerikanischen Metal-Band Prong. Es erschien im Oktober 2007 via 13th Planet Records.

## Rezeption
Auf der Webseite Laut.de schrieb Michael Edele: „Dem Trio scheint klar zu sein, dass es mit dieser Platte etwas beweisen muss, und macht entsprechend ganz schön Dampf... In der Form können die Jungs von mir aus noch unzählige Scheiben veröffentlichen.“ Er vergab vier von fünf Sternen. Plattentests.de urteilte: „Geschichte läßt sich zwar nicht wiederholen, aber Power of the Damager ist eins der ganz wenigen Comeback-Alben, bei denen man sich nicht sofort die gute alte Zeit zurückwünscht. Nach über einer Dekade an alte Leistungen anzuknüpfen, muss man auch erst einmal schaffen.“ Die Wertung lag bei sieben von zehn Punkten.

## Titelliste
1. Looking for Them – 3:37
2. No Justice – 3:56
3. 3rd Option (Victor, Monte Pittman) – 4:07
4. Pure Ether – 3:50
5. Power of the Damager – 3:39
6. The Banishment (Victor, Pittman) – 5:57
7. Worst of It (Victor, Pittman) – 3:32
8. Spirit Guide  –  3:40
9. Messages Inside of Me – 2:54
10. Can’t Stop the Bleeding (Victor, Pittman) – 2:55
11. Bad Fall – 3:55
12. Changing Ending Troubling Times (Victor, Pittman) – 6:24
13. Idealistic Types (Japan-Bonustrack) – 3:24

Alle Titel wurden von Tommy Victor geschrieben, außer wo anders angegeben.